# Huillania
Huillania là một chi bọ cánh cứng trong họ Chrysomelidae.
Chi này được miêu tả khoa học năm 1921 bởi Laboissiere.

## Các loài
Các loài trong chi này gồm:
- Huillania bifasciata Laboissiere, 1931
- Huillania foramina Laboissiere, 1921
- Huillania gibbicollis Laboissiere, 1931